# Huy chương Tự do Philadelphia

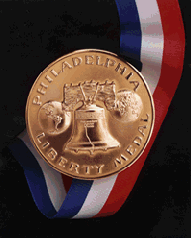
Huy chương Tự do Philadelphia

Huy chương Tự do Philadelphia (tiếng Anh: Philadelphia Liberty Medal) là một huy chương do Trung tâm Hiến pháp quốc gia (National Constitution Center) tức Viện bảo tàng lịch sử Hoa Kỳ quản lý, được thưởng hàng năm cho những người lãnh đạo theo đuổi lý tưởng tự do.
Huy chương này do Quỹ Philadelphia (Philadelphia Foundation) thiết lập từ năm 1989. Năm 2006, Quỹ Philadelphia trao cho Trung tâm Hiến pháp quốc gia quản lý. Hàng năm Trung tâm Hiến pháp quốc gia phối hợp với Ban quản lý Quỹ Philadelphia tuyển chọn và tổ chức trao Huy chương này cho các nhà lãnh đạo có thành tích tho đuổi lý tưởng tự do.

## Các người đoạt Huy chương
| Năm  | Tên                                             |
| ---- | ----------------------------------------------- |
| 2008 | Mikhail Gorbachev                               |
| 2007 | Bono và DATA                                    |
| 2006 | George H. W. Bush và Bill Clinton               |
| 2005 | Viktor Yushchenko                               |
| 2004 | Hamid Karzai                                    |
| 2003 | Sandra Day O'Connor                             |
| 2002 | Colin Powell                                    |
| 2001 | Kofi Annan                                      |
| 2000 | Dr. James D. Watson và Dr. Francis Crick        |
| 1999 | Kim Dae Jung                                    |
| 1998 | George J. Mitchell                              |
| 1997 | CNN International                               |
| 1996 | Vua Hussein và Shimon Peres                     |
| 1995 | Sadako Ogata                                    |
| 1994 | Václav Havel                                    |
| 1993 | Nelson Mandela và Frederik Willem de Klerk      |
| 1992 | Thurgood Marshall                               |
| 1991 | Óscar Arias Sánchez và Hội Y sĩ không biên giới |
| 1990 | Jimmy Carter                                    |
| 1989 | Lech Wałęsa                                     |